# Gergita

Mapa con algunas de las principales antiguas ciudades griegas de la zona septentrional de Asia Menor. Gergita figura al sureste de Abido.

Gergita o Gergis (en griego; Γέργις, Γεργιθία) era una antigua ciudad de la Tróade.
Según Heródoto, los gergitas eran lo que quedaba de los antiguos teucros y fueron sometidos por el persa Himeas poco antes de que este muriese de enfermedad. El ejército persa bajo el mando de Jerjes, en su marcha a la expedición contra Grecia del año 480 a. C., dejó a la derecha el territorio donde vivían los gergitas teucros, antes de llegar a Abidos.
Es citada por Jenofonte, donde se menciona que era una ciudad fortificada. El territorio era controlado por Farnabazo, que había designado como sátrapa a Zenis de Dardania y luego, tras la muerte de este, a su mujer, Mania. Pero Midias, yerno de Mania, se apoderó de Gergis y Escepsis, tras asesinar a su suegra. Poco después acudió a la zona un ejército al mando del espartano Dercílidas, que había acudido a Eólida para tratar de liberar las colonias griegas del dominio persa, y ocupó ambas ciudades sin lucha puesto que Midias se había aliado con él.
Estrabón sitúa la ciudad de Gergita en territorio próximo a Lámpsaco, dice que allí había un lugar llamado Gergitio donde se producía vid y la distingue de otro lugar llamado Gergites, cerca de Cime. Añade que otro asentamiento llamado Gergita estaba cerca de las fuentes del río Caico y que allí trasladó Atalo I a  parte de los gergitas de la Tróade cuando conquistó el lugar.
Según Tito Livio, las ciudades de Retio y Gergita se unieron en sinecismo con Ilión a consecuencia de la paz de Apamea del año 188 a. C.
En época de Plinio el Viejo, la ciudad había desaparecido.
Se conservan monedas de plata y bronce acuñadas por Gergita que se han fechado en los siglos IV y III a. C. donde figura la inscripción «ΓΕΡ».
Sus restos se localizan en Karincali.